# Alive II
Alive II är ett livealbum med KISS, utgivet den 14 oktober 1977. Det är KISS andra livealbum och åttonde album sammanlagt.

## Låtförteckning
Sida A
| Nr | Titel                        | Kompositör                               | Sång    | Längd |
| -- | ---------------------------- | ---------------------------------------- | ------- | ----- |
| 1. | Detroit Rock City            | Paul Stanley, Bob Ezrin                  | Stanley | 3:58  |
| 2. | King of the Night Time World | Stanley, Ezrin, Kim Fowley, Mark Anthony | Stanley | 3:06  |
| 3. | Ladies Room                  | Gene Simmons                             | Simmons | 3:11  |
| 4. | Makin' Love                  | Stanley, Sean Delaney                    | Stanley | 3:13  |
| 5. | Love Gun                     | Stanley                                  | Stanley | 3:34  |

Sida B
| Nr  | Titel                | Kompositör  | Sång        | Längd |
| --- | -------------------- | ----------- | ----------- | ----- |
| 6.  | Calling Dr. Love     | Simmons     | Simmons     | 3:32  |
| 7.  | Christine Sixteen    | Simmons     | Simmons     | 2:45  |
| 8.  | Shock Me             | Ace Frehley | Frehley     | 5:51  |
| 9.  | Hard Luck Woman      | Stanley     | Peter Criss | 3:06  |
| 10. | Tomorrow and Tonight | Stanley     | Stanley     | 3:20  |

Sida C
| Nr  | Titel             | Kompositör                  | Sång             | Längd |
| --- | ----------------- | --------------------------- | ---------------- | ----- |
| 11. | I Stole Your Love | Stanley                     | Stanley          | 3:36  |
| 12. | Beth              | Criss, Ezrin, Stan Penridge | Criss            | 2:24  |
| 13. | God of Thunder    | Stanley                     | Simmons          | 5:16  |
| 14. | I Want You        | Stanley                     | Stanley          | 4:14  |
| 15. | Shout It Out Loud | Stanley, Simmons            | Stanley, Simmons | 3:37  |

Sida D
| Nr  | Titel                 | Kompositör       | Sång    | Längd |
| --- | --------------------- | ---------------- | ------- | ----- |
| 16. | All American Man      | Stanley, Delaney | Stanley | 3:13  |
| 17. | Rockin' in the U.S.A. | Simmons          | Simmons | 2:44  |
| 18. | Larger Than Life      | Simmons          | Simmons | 3:55  |
| 19. | Rocket Ride           | Frehley          | Frehley | 4:07  |
| 20. | Any Way You Want It   | Dave Clark       | Stanley | 2:33  |

## Medverkande
- Gene Simmons – elbas/sång
- Paul Stanley – gitarr/sång
- Ace Frehley – gitarr/sång
- Peter Criss – trummor/sång
- Bob Kulick – sologitarr på "All American Man", "Rockin' in the U.S.A." och "Larger Than Life"
- Eddie Balandas (1952–2011)[2] – introduktionsrösten till "Detroit Rock City" (”You wanted the best, and you got the best! The hottest band in the world – KISS!”)